# Gliocladiopsis irregularis
Gliocladiopsis irregularis är en svampart som beskrevs av Crous & Peerally 1996. Gliocladiopsis irregularis ingår i släktet Gliocladiopsis och familjen Nectriaceae.   Inga underarter finns listade i Catalogue of Life.